# Goračići
Goračići (en serbe cyrillique : Горачићи1) est une localité de Serbie située dans la municipalité de Lučani, district de Moravica. Au recensement de 2011, elle comptait 1 082 habitants.
Goračići est officiellement classé parmi les villages de Serbie.

## Démographie

### Évolution historique de la population
| 1948  | 1953  | 1961  | 1971  | 1981  | 1991  | 2002  | 2011  |
| ----- | ----- | ----- | ----- | ----- | ----- | ----- | ----- |
| 2 679 | 2 598 | 2 308 | 2 061 | 1 784 | 1 439 | 1 276 | 1 082 |

|  |